# Харт, Саймон
Саймон Энтони Харт (англ. Simon Anthony Hart; род. 15 августа 1963, Вулвергемптон) — британский политик, министр по делам Уэльса (2019—2022). Парламентский секретарь Казначейства и главный парламентский организатор консерваторов (2022—2024).

## Биография
Родился в Вулвергемптоне и провёл детство в районе Котсуолд-Хилс. Учился в частном колледже Святого Петра (Оксфордшир), затем окончил Королевский сельскохозяйственный колледж в Сайренсестере. Работал в Кармартене и Хаверфордуэсте в органах государственного контроля, пять лет отслужил в армейском резерве.
В 2010 году впервые избран в парламент от округа Западный Кармартен и Южный Пембрукшир. При подготовке референдума о членстве Великобритании в Евросоюзе в 2016 году выступал против выхода страны из ЕС. Позднее возглавил так называемую «Группу обеспечения Брекзита» (Brexit Delivery Group), объединявшую депутатов-консерваторов — как сторонников, так и противников выхода из ЕС, по разным причинам не согласившихся с условиями «Чекерского соглашения» — проекта договорённости Великобритании с Евросоюзом о порядке выхода страны из ЕС, опубликованного правительством Терезы Мэй 12 июля 2018 года.
27 июля 2019 года при формировании первого правительства Бориса Джонсона назначен парламентским секретарём в должности младшего министра Кабинета с функциями государственного контроля.
16 декабря 2019 года получил портфель министра по делам Уэльса при формировании второго правительства Джонсона.
6 июля 2022 года ушёл в отставку с министерской должности в знак несогласия с политикой премьер-министра Джонсона.
25 октября 2022 года по завершении правительственного кризиса был сформирован кабинет Риши Сунака, в котором Харт был назначен парламентским секретарём Казначейства и главным парламентским организатором.
5 июля 2024 года после поражения консерваторов на парламентских выборах было сформировано лейбористское правительство Кира Стармера, в котором преемником Харта стал Алан Кэмпбелл.